# Totes Gebirge
Totes Gebirge är en bergskedja i Österrike.   Den ligger i förbundslandet Oberösterreich, i den centrala delen av landet, 180 km väster om huvudstaden Wien.
Totes Gebirge sträcker sig 11,7 km i sydvästlig-nordostlig riktning. Den högsta toppen är Warscheneck, 2 388 meter över havet.
Topografiskt ingår följande toppar i Totes Gebirge:
- Anger Kogel
- Brunner Schwarzkoppen
- Bärnegg
- Elmscharte
- Huttererhöß
- Kleinmölbing
- Kupferspitze
- Lagels Berg
- Lueg
- Mitterberg
- Mittermölbing
- Predigtstuhl
- Pyhrner Kampl
- Querlstein
- Ramesch
- Roßarsch
- Sattelkoppen
- Schafkögel
- Schallerkogel
- Schrocken
- Schwarzkoppen
- Warscheneck
- Widerlechnerstein

I omgivningarna runt Totes Gebirge växer i huvudsak blandskog. Runt Totes Gebirge är det ganska glesbefolkat, med 25 invånare per kvadratkilometer.